# Sébastien Lefebvre
Sebastien Lefebvre (ur. 5 czerwca 1981 w Montrealu) – francusko-kanadyjski gitarzysta, członek formacji Simple Plan. Gra na gitarze i śpiewa. Wcześniej pracował jako dozorca w wyższej szkole.
Lefebvre dorastał w Laval w Quebecu. Uczęszczał do Kolegium Beaubois, wyższej szkoły w Montrealu wraz z innymi członkami zespołu Pierre Bouvier, Jeff Stinco i Chuck Comeau (David Desrosiers nie uczęszczał do tej szkoły). Ma jednego brata Jaya (z którym jest bardzo zżyty) i dwie młodsze siostry Anne-Andrée i Héloise. Jego matka, Lorraine Pépin, pracuje jako dziecięcy psycholog i pracownik socjalny we wschodnim Montrealu, a ojciec, Jean Lefebvre jest urzędnikiem (rodzice rozwiedli się, kiedy był nastolatkiem). Prowadzi też z Patrickiem Langlois audycję radiową Man Of The Hour.
Sebastien używa gitar Gibson i Framus, szczególnie Gibson ES-335. Korzysta również ze wzmacniaczy Mesa Boogie.
Dnia 20 października 2009 roku zostało wydane jego solowe EP, „You Are Here”. Pod koniec 2010 roku Sébastien nagrał kolejne ze swoją przyjaciółką Katie Rox. W 2011 roku wydał EP „Les Robots”.